# ジョニー・ラピッド
ジョニー・ラピッド（Johnny Rapid, 本名＝ハイラン・アンソニー・テイラー、1992年8月24日 - ）は、アメリカのゲイポルノ男優。
2010年以来、ジョニーはMen.comのゲイ・ポルノに200作品以上出演している。ジョニーは現在、自分のサイトを運営している。

## 来歴
ハイラン・アンソニー・テイラーは、1992年8月24日、ジョージア州アトランタ近郊のコンヤーズで誕生。
10代の頃のジョニーは自動車愛好家であり、ボクサーでもあった。彼は2010年にロックデール地区学校を卒業した。
失職した際にジョニーはポルノ業界で働くことがすぐにお金を稼ぐための良い方法であるかもしれないと考えた。

## ゲイポルノのキャリア
Men.comでゲイポルノ男優としてのキャリアを構築する前に、ジョニーはボーイズ・ファースト・タイムとブッカケ・ボーイズという2つの会社の作品に出演。2011年12月23日にリリースさ'れた「ラピッド・ファイアー」で本格的にデビューした。
2013年に、彼は映画『アイム・ア・ポルノ・スター』でチャーリー・デビッドの役を演じた。彼はアンドリュー・クリスチャンのモデルの1人にもなった。彼はWaking Up with Johnny Rapid（2013年4月）とStudburbia（2013年7月）という2つのコマーシャルにも出演した。
2015年1月、ジョニーはカナダの歌手ジャスティン・ビーバーに対し200万ドルのゲイポルノ出演オファーをしたが、ビーバーは決して返事をしなかった。ラピッドはビーバーを題材にしたポルノ・パロディでビーバー役を演じ続けた。
2017年、Pornhubのゲイ・ポルノ・カテゴリーでジョニーは最も人気がある俳優となった。
2021年4月までにジョニーは180人以上の男性ポルノ俳優と300以上のシーンを撮影した。

## 私生活
ジョニーは私生活の公表については控えめで、以前は異性愛者であり、したがって同性愛者ではないと定義していた。しかし、彼は現在、自身についてバイセクシュアルとして認識している。